# Els Plans de Sió
|  | Aquest article tracta sobre el municipi. Si cerqueu l'espai natural, vegeu «Plans de Sió». |

Els Plans de Sió és un municipi de la comarca de la Segarra, amb capital a les Pallargues. El 1985 va afegir l'article a l'anterior nom de Plans de Sió.

## Geografia
| Entitat de població   | Habitants (2024) |
| Hostafrancs           | 117              |
| les Pallargues        | 103              |
| Concabella            | 97               |
| Mont-roig             | 54               |
| Sisteró               | 53               |
| Pelagalls             | 33               |
| el Canós              | 29               |
| Montcortès de Segarra | 15               |
| Ratera                | 10               |
| l'Aranyó              | 8                |
| Muller d'Hostafrancs  | 2                |
| Font: Idescat         |                  |

| 1497 f | 1515 f | 1553 f | 1717 | 1787 | 1857  | 1877  | 1887  | 1900  | 1910  |
| ------ | ------ | ------ | ---- | ---- | ----- | ----- | ----- | ----- | ----- |
| 98     | 74     | 113    | 473  | 556  | 1.699 | 1.614 | 1.676 | 1.524 | 1.440 |

| 1920  | 1930  | 1940  | 1950  | 1960  | 1970 | 1981 | 1990 | 1992 | 1994 |
| ----- | ----- | ----- | ----- | ----- | ---- | ---- | ---- | ---- | ---- |
| 1.482 | 1.436 | 1.375 | 1.374 | 1.094 | 871  | 791  | 743  | 669  | 669  |

| 1996 | 1998 | 2000 | 2002 | 2004 | 2006 | 2008 | 2010 | 2012 | 2014 |
| ---- | ---- | ---- | ---- | ---- | ---- | ---- | ---- | ---- | ---- |
| 609  | 620  | 595  | 559  | 563  | 570  | 595  | 571  | 569  | 560  |

| 2016 | 2018 | 2020 | 2022 | 2024 | 2026 | 2028 | 2030 | 2032 | 2034 |
| ---- | ---- | ---- | ---- | ---- | ---- | ---- | ---- | ---- | ---- |
| 523  | 507  | 491  | 490  | 512  | -    | -    | -    | -    | -    |

## Llocs d'interès
- Castell de l'Aranyó
- Castell de Concabella
- Castell de Montcortès
- Castell de les Pallargues
- Castell de Ratera
- Sant Esteve de Pelagalls
- Museu de la Pagesia de Sisteró[1]